# Selendi-Teppich

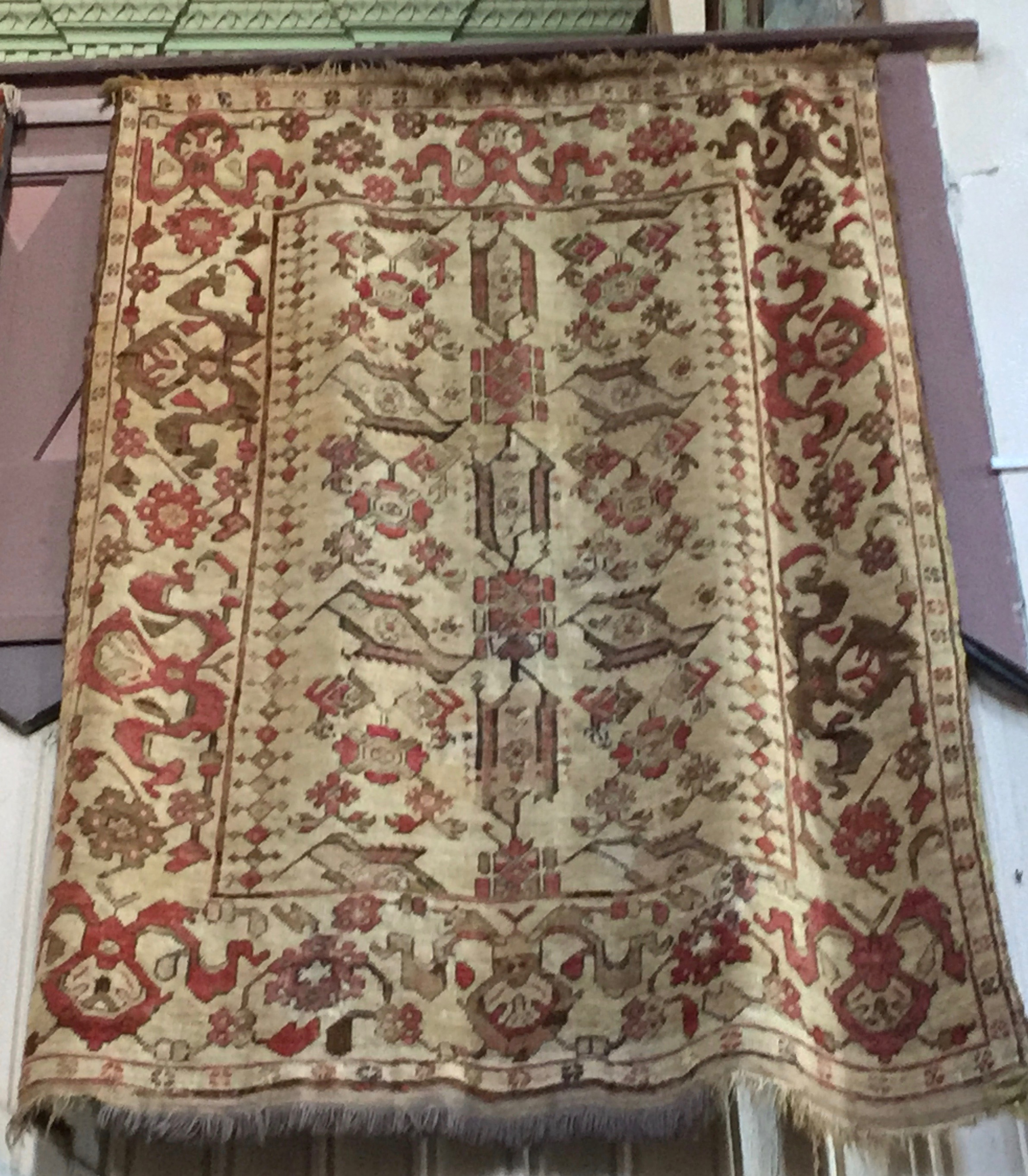
Weißgrundiger Selendi-„Vogel“-Teppich, Schäßburger Klosterkirche, Siebenbürgen, Rumänien.

Als Selendi- oder „weißgrundige“ Teppiche wird eine Gruppe antiker anatolischer Knüpfteppiche bezeichnet. Die Grundfarbe der Felder und Bordüren ist Weiß. Ihren Namen erhielten sie von der westanatolischen Marktstadt Selendi. Die Teppiche weisen charakteristische Muster auf, die ihre weitere Einteilung in „Chintamani-“, „Vogel-“ und „Skorpion-Teppiche“ erlauben.
In der älteren Literatur wurden Selendi-Teppiche der Region um die Stadt Uşak zugeschrieben. In einer offiziellen osmanischen Preisliste (narh defter) aus Edirne von 1640 wurden „weiße Teppiche mit Leoparden- oder Krähenmuster“ aus der Stadt Selendi aufgelistet. Seit diesem Quellenfund werden die weißgrundigen Teppiche als Selendi-Teppiche bezeichnet.
Eine bedeutende Zahl weißgrundiger Selendi-Teppiche hat sich unter den sogenannten Siebenbürger Teppichen in Siebenbürgen im heutigen Rumänien erhalten. Eine Reihe weißgrundiger Chintamani-Teppiche wurden im 20. Jahrhundert vom rumänischen Fälscher Theodor Tuduc kopiert und gelangten unter der fälschlichen Annahme, es handele sich um Originale, in die Sammlungen des Islamischen Museums in Berlin und des Victoria and Albert Museums in London.

## Typen

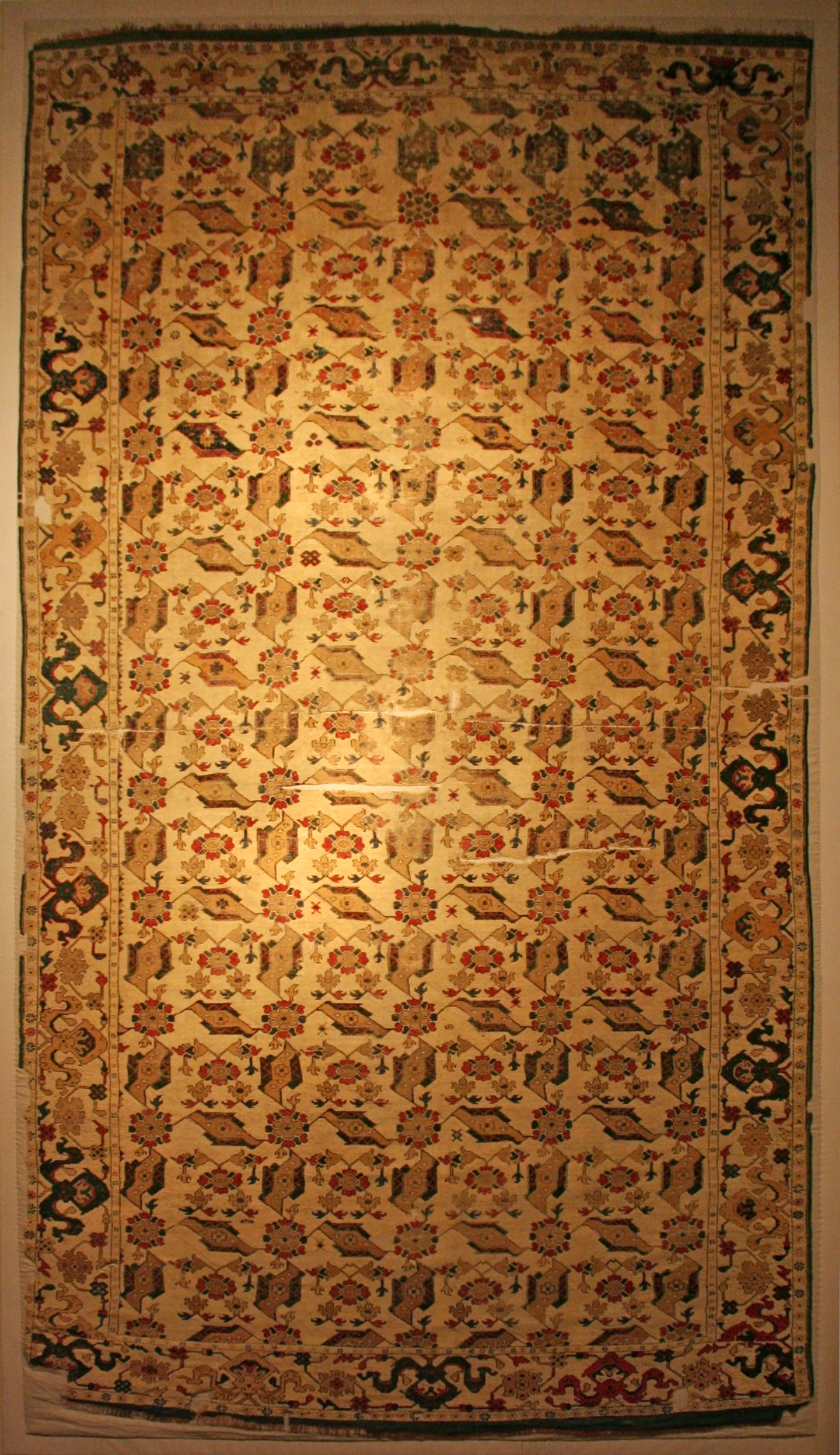
Großformatiger „Vogel“-Teppich; Museum für türkische und islamische Kunst, Istanbul

Allen Selendi-Teppichen gemeinsam ist ein weißer Grund aus ungefärbter Wolle. Ihre im Vergleich zu anderen anatolischen Teppichen gröbere Knüpfung und Mustergestaltung sowie der häufige Nachweis von sichtbaren diagonalen Verbindungen im Gewebe, den sogenannten „Faulenzerlinien“, lässt vermuten, dass sie in eher dörflichem Umfeld oder in kleinen Manufakturen hergestellt worden sind. Man unterscheidet drei Gruppen, Chintamani-Teppiche, „Vogel-“ und „Skorpion-Teppiche“.

### Chintamani-Teppiche
Eine Gruppe weißgrundiger Teppiche besitzt ein Motiv aus drei in Dreieckform angeordneten farbigen Kugeln, die sich in unendlichem Rapport über das Feld verteilen. Oft sind noch zwei Wellenlinien unter der Basis jedes Dreiecks eingezeichnet. Dieses Motiv ist in der osmanischen Kunst weit verbreitet. Der Ursprung ist umstritten: Das Preisregister von 1640 verzeichnet einen „Teppich mit Leopardenmuster“, was darauf hindeutet, dass auch zur Entstehungszeit des Textils eine Assoziation zu gemusterten Tierfellen bestand. Archäologische Funde in Anatolien, die bis ins zweite Jahrtausend v. Chr. zurückreichen, sind mit dem charakteristischen Dreikugel-Motiv dekoriert. Zur Zeit der Timuriden diente das Dreikugelmotiv als Symbol (tamgha) der Dynastie.
Wilhelm von Bode (1902) setzte 1902 in seinem Handbuch Vorderasiatische Knüpfteppiche das Dreikugelmotiv mit dem buddhistischen Chintamani-Motiv gleich. In späteren Auflagen des Buches zog Ernst Kühnel Bodes These zurück und schloss sich der Meinung an, das Dreikugelmotiv sei aus dem Muster von Tierfellen abgeleitet. Kadoi (2007) stellt das Dreikugelmotiv in die turko-persische Tradition des Tierfells als Talisman und Machtsymbol, von der aus es Eingang in die osmanische bildende Kunst, und dort weite Verbreitung gefunden habe.
Neben einigen großformatigen Knüpfungen aus dem Umfeld der osmanischen Hofmanufaktur sind weltweit etwa 30 Chintamani-Teppiche von kleinerem Format (um 80 × 150 cm) und gröberer Knüpfung bekannt. Die Dreikugel-Motive ziehen sich in versetzten Reihen über das gesamte Feld, gelegentlich finden sich kleine Rosetten oder Kreuzmotive. Einige Teppiche erhalten durch Einfügen einer Treppenlinie, die eine Nische bildet und zwei ansonsten gleich gemusterte Bereiche des Feldes trennen, die Gestalt eines Gebetsteppichs. Ihre Bordüren sind meist schlicht, in Form eines Gitters, gestaltet. Die bedeutendste Sammlung kleinformatiger weißgrundiger Teppiche findet sich in der Margarethenkirche in der siebenbürgischen Stadt Mediaș. 1998 wurde zufällig einer von insgesamt nur 13 weltweit bekannten weißgrundigen Chintamani-Teppichen mit Gebetsnischen-Muster in den Räumen der Firma Ciba-Geigy in Basel entdeckt. Wahrscheinlich stammte er aus der Sammlung Albert Boehringers.

### Vogel- und Skorpionteppiche
Vogelteppiche weisen ein kontinuierliches Rapportmuster aus Vierpässen auf, die jeweils eine zentrale Rosette oder symmetrische Blumengruppe umschließen. Die Seiten der Vierpässe werden dabei von annähernd rautenförmigen Ornamenten gebildet, welche an ihren Ecken durch Rosetten verbunden sind. Die Vierpässe bedecken kontinuierlich das gesamte Feld. Trotz ihrer geometrischen Gestaltung wirken die Muster wie eine Aneinanderreihung von Vögeln und erscheinen als solche auch im Preisregister von 1640. Die Grundfarbe ist weiß, das aufgrund der Verwendung ungefärbter Wolle zu einem Elfenbeinton vergilbt ist. Die Farbpalette ist auf mattes Rot und Blau sowie Mittelbraun beschränkt, die Umrisslinien sind schwarz. In größeren Formaten bilden je zwei „Vogelornamente“ eines Vierpasses parallele Reihen über die gesamte Länge des Teppichfeldes.
Die Gruppe der Skorpionteppiche ist die kleinste innerhalb der weißgrundigen Teppiche aus Selendi. Weltweit sind nur vier bekannt, davon sind zwei in Siebenbürgen erhalten geblieben (in der Margarethenkirche in Mediasch, Inv. EKM 111 und der Schwarzen Kirche in Kronstadt, Inv. 373), einer (Inv. 7968) im Ungarischen Museum für Kunstgewerbe in Budapest, eines in der Keir Collection, heute im Dallas Museum of Art. Das Feld der Skorpion-Teppiche ist durch parallele Reihen aus Pfeilornamenten und Rosetten im Wechsel klar entlang der Längsachse gegliedert. Diese wechseln sich mit Reihen von „Skorpion“-Motiven ab, die gegen die Pfeil- und Rosettenreihen jeweils um 45°, gegeneinander um 90° gedreht sind. Die mit achtzackigen „Zahnrad“-Rosetten und Hakenblättern oder stilisierten Mäandern dekorierten Hauptbordüren finden sich in dieser Form auch bei einigen Vogel- und Lotto-Teppichen.

## Rezeption in Westeuropa
Seit der Mitte des 16. bis ins 17. Jahrhundert gelangten Selendi-Teppiche mit dem Handel nach Westeuropa. Ihre Abbildungen finden sich in Gemälden der Renaissancezeit, beispielsweise in Porträt eines protestantischen Doktors der Rechte (um 1540) von Hans Mielich und in Alessandro Varotaris Eugenes et Roxana (um 1630). Im Portrait of Henry Hastings, 5th Earl of Huntingdon, Paulus van Somer zugeschrieben, steht der Porträtierte auf einem gut erkennbaren Vogelteppich. Im Bild Die Bockelung einer jungen sächsischen Frau (1890; Brukenthal-Museum, Inv. 1248) des siebenbürgisch-sächsischen Porträtmalers Robert Wellmann bedeckt ein Vogelteppich den Tisch im Hintergrund.